# Матушка (песня)
«Матушка» (также «Матушка-земля») — песня российской певицы Татьяны Куртуковой, выпущенная в 2022 году качестве её дебютного сингла. Автором музыки и слов является Пётр Андреев. Куртукова, выступавшая тогда под псевдонимом TAiNA, выложила песню в сеть в ещё 2018 году, а её оригинальное название — «Про любовь».
В 2024 году композиция получила большую популярность у слушателей как в России, так и за рубежом. Включена в мини-альбом певицы «У истока».

## Музыкальное видео
На песню «Матушка» было создано два видеоклипа. В первом, 2022 года, Куртукова исполняет песню на белом фоне, одетая в один и тот же наряд. В версии 2024 года видео певица предстаёт в традиционных костюмах народов России: бурятском, кумыкском, ненецком и русском.

## Отзывы
Динара Кафискина из издания «Фонтанка.ру» описала «Матушку» как главный патриотический хит начала года. В газете «Комсомольская правда» назвали песню «народным хитом», «который сплотил нацию». Илья Воронин из издания «Звук Media» отметил, что песня во многом олицетворяет сегодняшнюю направленность страны в сторону корней.

## Награды
На премиях «Виктория» и «Муз-ТВ» «Матушка» была признана лучшей песней года.

## Чарты

### Еженедельные чарты
| Чарт (2024—2025)          | Высшая позиция |
| ------------------------- | -------------- |
| Россия (TopHit All Media) | 1              |
| Россия (TopHit Internet)  | 2              |
| Россия (TopHit Radio)     | 29             |

### Ежемесячные чарты
| Чарт (2024—2025)          | Высшая позиция |
| ------------------------- | -------------- |
| Россия (TopHit All Media) | 1              |
| Россия (TopHit Internet)  | 3              |
| Россия (TopHit Radio)     | 30             |

### Годовые чарты
| Чарт (2024)               | Позиция |
| ------------------------- | ------- |
| Россия (TopHit All Media) | 1       |
| Россия (TopHit Radio)     | 52      |